# أرنولد دريسدن
أرنولد دريسدن (بالهولندية: Arnold Dresden)‏ هو رياضياتي هولندي، ولد في 1882، وتوفي في 1954.